# Grombalia
Grombalia (arabisch قرمبالية) ist eine Stadt und Hauptort einer Gemeinde (Delegation) von etwa 24.500 Einwohnern am westlichen Rand der Halbinsel Kap Bon im Nordosten Tunesiens.

## Lage
Grombalia liegt ca. 42 km (Fahrtstrecke) südöstlich der Landeshauptstadt Tunis in einer Höhe von etwa 100 m ü. d. M. in einer vergleichsweise regenreichen und fruchtbaren Landschaft. Der Badeort Hammamet befindet sich etwa 28 km südöstlich.

## Wirtschaft
Hauptwirtschaftszweig der Stadt und ihrer Umgebung bildet die Landwirtschaft und hier in erster Linie der Anbau von Weintrauben, Oliven und von Zitrusfrüchten sowie die Herstellung von Harissa, welches unter der Marke "Le Phare du Cap Bon" im ganzen Land verbreitet ist und auch weltweit exportiert wird.

## Geschichte
Aus der Antike ist der Ortsname Hukulumbarros überliefert, der mit der heutigen Stadt identifiziert wird. Viele der im Zuge der Rückeroberung Andalusiens durch die Christen (reconquista) vertriebene Mauren siedelten sich in der Gegend an.

## Sehenswürdigkeiten
- Die Stadt ist weitgehend modern und bietet außer einem mittelalterlichen Rundturm keine historisch oder kulturell bedeutsamen Sehenswürdigkeiten.
- Imposant sind einige Grabmäler auf dem kolonialzeitlichen Friedhof.
- Beim etwa 9 km südwestlich gelegenen Dorf Aïn Tébournouk befinden sich die Ruinen der Römerstadt Tubernuc.

## Sport
Grombalia ist Heimat des Fußballvereins Grombalia Sport sowie des Basketballclubs Dalia Sportive de Grombalia, der in ersten Liga spielt.

## Persönlichkeiten
- Lamine Ben Aziza (* 1952), Fußballtorhüter
- Raouf Ben Aziza (* 1953), Fußballspieler